# Badminton-Mannschaftseuropameisterschaft 2025
Die Badminton-Mannschaftseuropameisterschaft 2025 war die 28. Mannschaftseuropameisterschaft für gemischte Teams. Das Turnier wurde von Badminton Europe organisiert und fand vom 12. bis zum 16. Februar 2025 in Baku statt. Im Dezember des Vorjahres wurde die Qualifikation für diese Endrunde in Baku ausgespielt.

## Medaillengewinner
| Disziplin | Gold | Silber | Bronze |
| --------- | --- | --- | --- |
| Team      | Dänemark Anders Antonsen Kim Astrup Viktor Axelsen Rasmus Gemke Rasmus Kjær Daniel Lundgaard Anders Skaarup Rasmussen Frederik Søgaard Jesper Toft Mads Vestergaard Natasja P. Anthonisen Mia Blichfeldt Alexandra Bøje Christine Busch Line Christophersen Maiken Fruergaard Julie Dawall Jakobsen Line Kjærsfeldt Amalie Magelund | Frankreich Eloi Adam Thom Gicquel Alex Lanier Julien Maio Christo Popov Toma Junior Popov Léo Rossi Delphine Delrue Léonice Huet Elsa Jacob Margot Lambert Léa Palermo Camille Pognante Qi Xuefei Anna Tatranova | Deutschland Malik Bourakkadi Bjarne Geiss Daniel Hess Jones Ralfy Jansen Matthias Kicklitz Kenneth Neumann Kian-yu Oei Sanjeevi Padmanabhan Vasudevan Fabian Roth Marvin Seidel Jan Colin Völker Yvonne Li Leona Michalski Thuc Phuong Nguyen Gloria Poluektov Franziska Volkmann Miranda Wilson |
| Team      | Dänemark Anders Antonsen Kim Astrup Viktor Axelsen Rasmus Gemke Rasmus Kjær Daniel Lundgaard Anders Skaarup Rasmussen Frederik Søgaard Jesper Toft Mads Vestergaard Natasja P. Anthonisen Mia Blichfeldt Alexandra Bøje Christine Busch Line Christophersen Maiken Fruergaard Julie Dawall Jakobsen Line Kjærsfeldt Amalie Magelund | Frankreich Eloi Adam Thom Gicquel Alex Lanier Julien Maio Christo Popov Toma Junior Popov Léo Rossi Delphine Delrue Léonice Huet Elsa Jacob Margot Lambert Léa Palermo Camille Pognante Qi Xuefei Anna Tatranova | England Nadeem Dalvi Rory Easton Alex Green Callum Hemming Harry Huang Ben Lane Ethan van Leeuwen Sean Vendy Abbygael Harris Leona Lee Kirby Ngan Freya Redfearn Lizzie Tolman Estelle van Leeuwen                                                                                               |

## Gruppenphase

### Gruppe A
| Platz | Team          | Pld | W | L | MF | MA | MD  | GF | GA | GD  | PF  | PA  | PD   | Pts | Qualifikation |
| ----- | ------------- | --- | - | - | -- | -- | --- | -- | -- | --- | --- | --- | ---- | --- | ------------- |
| 1     | Dänemark      | 3   | 3 | 0 | 14 | 1  | +13 | 29 | 2  | +27 | 645 | 403 | +242 | 3   | Q             |
| 2     | England       | 3   | 2 | 1 | 6  | 9  | −3  | 14 | 19 | −5  | 572 | 599 | −27  | 2   | Q             |
| 3     | Spanien       | 3   | 1 | 2 | 5  | 10 | −5  | 12 | 22 | −10 | 584 | 628 | −44  | 1   |               |
| 4     | Aserbaidschan | 3   | 0 | 3 | 5  | 10 | −5  | 10 | 22 | −12 | 433 | 604 | −171 | 0   |               |

### Gruppe B
| Platz | Team        | Pld | W | L | MF | MA | MD  | GF | GA | GD  | PF  | PA  | PD   | Pts | Qualifikation |
| ----- | ----------- | --- | - | - | -- | -- | --- | -- | -- | --- | --- | --- | ---- | --- | ------------- |
| 1     | Frankreich  | 3   | 3 | 0 | 14 | 1  | +13 | 28 | 5  | +23 | 689 | 494 | +195 | 3   | Q             |
| 2     | Deutschland | 3   | 2 | 1 | 10 | 5  | +5  | 22 | 13 | +9  | 678 | 643 | +35  | 2   | Q             |
| 3     | Tschechien  | 3   | 1 | 2 | 4  | 11 | −7  | 11 | 22 | −11 | 544 | 626 | −82  | 1   |               |
| 4     | Niederlande | 3   | 0 | 3 | 2  | 13 | −11 | 5  | 26 | −21 | 473 | 621 | −148 | 0   |               |

## Endrunde
|  | Halbfinale  | Halbfinale |          |   | Finale | Finale |
|  |             |            |          |   |        |        |
|  |             |            |          |   |        |        |
|  |             |            |          |   |        |        |
|  | Dänemark    | 3          |          |   |        |        |
|  | Dänemark    | 3          |          |   |        |        |
|  | Deutschland | 0          |          |   |        |        |
|  | Deutschland | 0          | Dänemark | 3 |        |        |
|  |             |            | Dänemark | 3 |        |        |
|  |             | Frankreich | 0        |   |        |        |
|  | England     | Frankreich | 0        | 0 |        |        |
|  | England     |            |          | 0 |        |        |
|  | Frankreich  | 3          |          |   |        |        |
|  | Frankreich  | 3          |          |   |        |        |